# Diaspis iodinae
Diaspis iodinae är en insektsart som beskrevs av Boratynski 1968. Diaspis iodinae ingår i släktet Diaspis och familjen pansarsköldlöss.
Artens utbredningsområde är Uruguay. Inga underarter finns listade i Catalogue of Life.